# Situiertes Wissen
Situiertes Wissen (englisch situated knowledge) ist ein Konzept aus der Philosophie (Erkenntnistheorie), (Wissenschafts-)Soziologie, Ethnologie und Wissenschafts- bzw. Wissensgeschichte. Situiertes Wissen meint, dass Wissen immer in spezifischen sozialen und historischen Verortungen (Situierungen) begriffen werden muss. Der Begriff ist in den Debatten der feministischen Erkenntnis- bzw. Wissenschaftstheorie zentral, spielt aber auch eine Rolle in neueren Debatten der Wissenssoziologie und Wissensgeschichte. Er wurde 1988 von Donna Haraway eingeführt.

## Begriff nach Donna Haraway
Die Wissenschaftshistorikerin und feministische Theoretikerin Donna Haraway führte den Begriff 1988 in ihrem Aufsatz Situated Knowledges. The Science Question in Feminism and the Privilege of Partial Perspective insbesondere mit Blick auf die Verbindung von Naturwissenschaft und die Kategorie Gender ein. „Situiertes Wissen“ ist demnach eine Auffassung, die einem erkenntnistheoretischen Relativismus ebenso wie einem Objektivismus entgegensteht, wobei letzterer von vollständiger Neutralität ausgeht. Das Konzept ist eng mit der Standpunkttheorie verwandt, die davon ausgeht, dass der (ökonomische, geschlechtliche etc.) Standpunkt des jeweils wissenden Subjekts für die Hervorbringung und Bewertung von Wissen entscheidend ist. Wenn Wissen als situiert verstanden wird, werden auch Machtverhältnisse und epistemische Gewalt in den Blick genommen. Mit dem Konzept geht die Notwendigkeit einer intersektionalen Auseinandersetzung mit Prozessen der Wissensproduktion einher.
In ihrem Aufsatz beschreibt Haraway, wie der Objektivitätsanspruch der Moderne hegemoniales Wissen zu legitimieren versucht. Nach Haraways Ansicht ist Wissen jedoch immer schon historisch und kulturell beeinflusst. Dies betrifft nicht nur den Forschungsgegenstand und wissenschaftliche Phänomene, die als Produkt bestimmter Perspektiven zu verstehen sind, sondern auch die angewandten Methoden und die Forschenden selbst sind von politischen und ökonomischen Kontexten geprägt und können dadurch niemals neutral sein.
Haraway plädiert für eine reale Darstellung der Welt, in der die eigene Positionalität anerkannt wird, um Lebensrealitäten teilen zu können, „erdumgreifende Projekte“ unterstützend zu gestalten und Leiden zu begrenzen. Jeder kann nur eine partielle Perspektive für sich beanspruchen und unterliegt der Verantwortung über die eigene Wissenspraxis.
Der Artikel fordert dazu auf, die Vielfalt und Komplexität von Wissen anzuerkennen, indem er die Idee einer „universalen Wahrheit“ in Frage stellt und stattdessen die Vorstellung von vielfältigen, kontextuellen Wissensformen unterstützt, die durch unterschiedliche soziale und kulturelle Perspektiven geprägt sind. Haraway schlägt vor, dass das Verständnis und die Anerkennung von Vielfalt und Partialität in der Wissensproduktion zu einem inklusiveren und umfassenderen Verständnis der Welt beitragen können.

## Einsatzbereiche von Haraways Theorie
Das Konzept des situierten Wissens entstammt vor allem der Wissenschafts- und Technikforschung und der feministischen Theorie und findet in diesen Feldern auch am meisten Anwendung. Außerdem wird es in Gender Studies sowie Postcolonial Studies angewendet.

## Kritik
Kritik erfährt Haraways Konzept des situierten Wissens in Aspekten der Vereinfachung von Identitäten, der Vernachlässigung von strukturellen Phänomenen und mangelnden praktischen Anwendbarkeit. Identitäten könnten essentialisiert werden, wenn davon ausgegangen wird, dass Gruppen aufgrund ihres gemeinsamen Standpunktes und der gleichen Sozialisierung immer einheitliche Perspektiven haben und somit die Komplexität der Erfahrungen in sozialen Gruppen vernachlässigt wird. Ein weiterer Kritikpunkt bezieht sich darauf, dass durch Haraways Fokus auf individuelle Standpunkte strukturelle Faktoren wie soziale Ungleichheit und Machtverhältnisse leicht übersehen werden könnten.
Zudem gibt es Kritik daran, dass das Konzept des situierten Wissens zwar gute theoretische Ansätze bietet, jedoch nur schwer in der Praxis umzusetzen ist, bzw. es dafür keinen konkreten Rahmen bietet.